# New York Islanders
New York Islanders er et professionelt ishockeyhold der spiller i NHL. Klubben blev stiftet i 1972 i et forsøg på at tage kampen op med den nye konkurrerende liga World Hockey Association (WHA) der havde planer om at placere et hold i Nassau County på Long Island. For at holde WHA væk fra den nyopførte arena Nassau Veterans Memorial Coliseum valgte NHL at starte en ny klub der stadig har Nassau Veterans Memorial Coliseum som hjemmebane.
Den 24. oktober 2012, meddelte klubben, at den fra sæsonen 2015-16, skifter hjemmebane til Barclays Center i New York bydelen Brooklyn.
Klubben havde sin storhedstid i begyndelsen af 1980'erne hvor det lykkedes at vinde Stanley Cuppen 4 gange i træk fra 1980 – 1983.
Den 2. november skrev klubben en kontrakt på én dag med Al Arbour, der var klubbens træner under de 4 Stanley Cup-triumfer i begyndelsen af 1980'erne. Arbour skal stå i spidsen for klubben i kampen mod Pittsburgh Penguins og vil dermed opnå sin kamp nr. 1500 som cheftræner for New York Islanders. 

## Nuværende spillertrup
Pr. 6. januar 2015.
Målmænd
- 30  Chad Johnson
- 41  Jaroslav Halak

Backer
- 2  Nick Leddy
- 3  Travis Hamonic
- 7  Matt Carkner (skadet reserve)
- 11  Lubomir Visnovsky (skadet reserve)
- 14  Thomas Hickey
- 37  Brian Strait
- 44  Calvin de Haan
- 46  Matt Donovan
- 55  Johnny Boychuk

Forwards
- 12  Josh Bailey
- 15  Cal Clutterbuck
- 17  Matt Martin
- 18  Ryan Strome
- 21  Kyle Okposo
- 27  Anders Lee
- 29  Brock Nelson
- 36  Eric Boulton
- 40  Michael Grabner
- 51  Frans Nielsen
- 53  Casey Cizikas
- 84  Mikhail Grabovski
- 86  Nikolai Kulemin
- 91  John Tavares A

## Danske spillere
I sommeren 2006 skrev Frans Nielsen kontrakt New York Islanders,
men startede sæsonen 2006-2007 for Islanders' farmerhold i AHL, Bridgeport Sound Tigers.
Den 6. januar 2007 debuterede han for Islanders, i en kamp mod Carolina Hurricanes,
og blev dermed den første dansker nogensinde i NHL.
Siden hen er Frans Nielsen blevet en etableret og respekteret spiller for Islanders, og den 7. februar 2012,
skrev han under på en fireårig kontrakt med klubben.
Nielsen er den mest succesfulde straffeslagsskytte i NHL's historie.
Han har en udnyttelsesprocents på 62.5% (Marts 2013).

Den 5. juli 2013 skrev Peter Regin under på en etårig kontrakt med New York Islanders og spillede 44 kampe og scorede 2 mål.

## 'Fredede' numre
- 5 Denis Potvin, D, 1973-88
- 9 Clark Gillies, LW, 1974-86
- 19 Bryan Trottier, C, 1975-90
- 22 Mike Bossy, RW, 1977-87
- 23 Bob Nystrom, RW, 1973-86
- 31 Billy Smith, G, 1972-89
- 99 Wayne Gretzky, nummer fredet i hele NHL
- 1500 Al Arbour, træner 1973-86 & 1988-94 & én kamp i 2007 (til ære for Arbour's 1500 kampe som træner for Islanders)